# Florida de Liébana
Florida de Liébana – gmina w Hiszpanii, w prowincji Salamanka, w Kastylii i León, o powierzchni 20,79 km². W 2011 roku gmina liczyła 291 mieszkańców.